# Miskolc Renegades 2015
Questa voce raccoglie le informazioni riguardanti i Miskolc Renegades nelle competizioni ufficiali della stagione 2015.

## Divízió I 2015

### Stagione regolare
| 18 aprile 2015 3ª giornata | Tata Mustangs | 6 – 41 | Miskolc Renegades |  |

| 26 aprile 2015 4ª giornata | Miskolc Renegades | 23 – 13 | Eger Heroes |  |

| 16 maggio 2015 6ª giornata | Miskolc Renegades | 17 – 33 | Dunaújváros Gorillaz |  |

| 31 maggio 2015 8ª giornata | Miskolc Renegades | 49 – 14 | Budapest Cowbells 2 |  |

| 13 giugno 2015 10ª giornata | Budapest Titans | 13 – 48 | Miskolc Renegades |  |

### Playoff
| 27 giugno 2015 Semifinale | Miskolc Renegades | 17 – 27 | Eger Heroes |  |

## Statistiche di squadra
| Competizione      | %Vittorie | In casa | In casa | In casa | In casa | In casa | In casa | In trasferta | In trasferta | In trasferta | In trasferta | In trasferta | In trasferta | Totale | Totale | Totale | Totale | Totale | Totale |
| Competizione      | %Vittorie | G       | V       | N       | P       | Pf      | Ps      | G            | V            | N            | P            | Pf           | Ps           | G      | V      | N      | P      | Pf     | Ps     |
| ----------------- | --------- | ------- | ------- | ------- | ------- | ------- | ------- | ------------ | ------------ | ------------ | ------------ | ------------ | ------------ | ------ | ------ | ------ | ------ | ------ | ------ |
| Stagione regolare | .800      | 3       | 2       | 0       | 1       | 89      | 60      | 2            | 2            | 0            | 0            | 89           | 19           | 5      | 4      | 0      | 1      | 178    | 79     |
| Playoff           | .000      | 1       | 0       | 0       | 1       | 17      | 27      | 0            | 0            | 0            | 0            | 0            | 0            | 1      | 0      | 0      | 1      | 17     | 27     |
| Totale            | .667      | 4       | 2       | 0       | 2       | 106     | 87      | 2            | 2            | 0            | 0            | 89           | 19           | 6      | 4      | 0      | 2      | 195    | 106    |